# Ce que vivent les roses (1997)
Pour le roman, voir Ce que vivent les roses. Pour le téléfilm français, voir Ce que vivent les roses (téléfilm, 2017).
Ce que vivent les roses (Let Me Call You Sweetheart) est un téléfilm américain réalisé par Bill Corcoran et diffusé en 1997.

## Synopsis
Kerry McGrath est une jeune procureur-adjointe qui s'apprête à devenir juge. Sa fille a été blessée dans  un accident de voiture et a besoin de soins. C'est dans le cabinet du Docteur Charles Smith que Kerry voit le visage d'une patiente qui lui semble familier. Puis, elle découvre qu'une autre jeune femme a le même visage et elle fréquente également cabinet du Dr Smith.... Le visage est en fait celui de Suzanne Reardon, fille de Charles Smith, qui aurait été assassinée par Skip Reardon,son mari.

## Fiche technique
- Titre original : Let Me Call You Sweetheart
- Réalisation : Bill Corcoran
- Scénario : Mary Higgins Clark, Christopher Lofton
- Durée : 92 minutes
- Dates de sortie : 1997
- Pays :  États-Unis

## Distribution
- Meredith Baxter : D.A. Kerry McGrath
- Victor Garber : Geoff Dorso
- Nick Mancuso : Bob Kinellen
- Joe Lisi : Frank Green
- Colin Fox : Senateur Jonathan Hoover
- Elizabeth Shepherd : Grace Hoover
- Art Hindle (en) : Skip Reardon
- Louis Del Grande : Joe
- James Purcell : Jimmy Weeks
- Claire Cellucci : Suzanne Reardon
- Karen Glave : Corinne
- Sophie Lang : Robin McGrath
- Tony Lo Bianco : Dr. Charles Smith
- David Eisner : Barney Haskell